# Radio Bemba Sound System
Radio Bemba Sound System is een livealbum van Manu Chao. Het werd uitgebracht in 2002. De titel van het album is de naam van de muziekgroep waar Manu Chao mee reist. De oorspronkelijke Radio Bemba was het mond-tot-mond-systeem dat werd gebruikt door de rebellen geleid door Fidel Castro en Che Guevara om met elkaar te communiceren in het oerwoud van de Sierra Maestra in de begindagen van de Cubaanse Revolutie.

## Nummers
1. Intro
2. Bienvenida a Tijuana
3. Machine Gun
4. Por Donde Saldra el Sol?
5. Peligro
6. Welcome to Tijuana
7. El Viento
8. Casa Babylon
9. Por El Suelo
10. Blood and Fire
11. EZLN...Para Tod@as Todo...
12. Mr Bobby
13. Bongo Bong
14. Radio Bemba
15. Que Paso Que Paso
16. Pinocchio (Viaggio In Groppa Al Tonno)
17. Cahi en la Trampa
18. Clandestino
19. Rumba de Barcelona
20. La Despedida
21. Mala Vida
22. Radio Bemba
23. Que Paso Que Paso
24. Pinocchio (Viaggio In Groppa Al Tonno)
25. La Primavera
26. The Monkey
27. King Kong Five
28. Minha Galera
29. Promiscuity